# Trestia (okręg Marmarosz)
Trestia – wieś w Rumunii, w okręgu Marmarosz, w gminie Cernești. W 2011 roku liczyła 748 mieszkańców.